# Imai Sōkyū
Imai Sōkyū est un nom japonais traditionnel ; le nom de famille (ou le nom d'école), Imai, précède donc le prénom (ou le nom d'artiste).
Imai Sōkyū (今井 宗久, 1520-31 août 1593) est un important marchand japonais du XVIe siècle, actif dans le port de Sakai, et un maître de la cérémonie du thé. Son yagō (« nom de maison ») était Naya.

## Biographie
Parents des clans samouraïs Amago et Sasaki, Sōkyū est originaire de la province de Yamato. Après s'être installé à Sakai, il commence l'étude de la cérémonie du thé auprès de Takeno Jōō, dont il épouse la fille, et hérite de sa lignée de maître de thé. Du côté de ses affaires, Sōkyū vend principalement des armes à feu et des munitions. Vers 1554, après avoir fait un important don au Daitoku-ji, il monte dans les rangs des cercles de marchands locaux jusqu'à posséder une influence considérable, et il devient membre du conseil de direction de la ville.
Il se rend à la capitale en 1568, où il rencontre le seigneur de guerre Oda Nobunaga, et lui présente certains objets de la cérémonie du thé qui avait autrefois appartenu à des maîtres. Il gagne ensuite les faveurs de Nobunaga et est anobli. Peu de temps après, lorsque Nobunaga cherche à s'emparer de Sakai, les membres du conseil proposent de demander de l'aide au clan Miyoshi, mais Sōkyū fait partie de ceux qui suggèrent que la ville se soumettent. Il agit comme médiateur pour arranger une soumission pacifique et est récompensé par Nobunaga avec une lucrative commission pour fabriquer des armes à feu pour le clan Oda, et un poste de magistrat local. Sōkyū devient responsable de la collecte de taxes dans les environs de la ville, et pour les demandes de voyager à l'étranger, entre autres. Il est aussi assigné à certaines juridictions autour de la mine d'argent de Tajima, et administre les forgerons et les métallurgistes de la région, desquels il obtint du matériel pour fabriquer des armes à feu et des feux d'artifice.
Peu après, Sōkyū enseigne à Nobunaga l'art de la cérémonie du thé, et gagne en même temps les faveurs de Toyotomi Hideyoshi. Sōkyū est présent durant la Grande cérémonie du thé de Kitano en 1586, et est l'un des trois maîtres de thé de Hideyoshi avec Sen no Rikyū et Tsuda Sōgyū. La même année, il aide à préparer la laque pour la construction d'une grande statue en bois du Bouddha.
Sōkyū transmet ses affaires et son poste officiel à son fils, Imai Sōkun, qui poursuivra le travail de son père en tant que maître de thé et conseiller de Hideyoshi, et plus tard de Tokugawa Ieyasu. Sōkyū meurt en 1593, à l'âge de 73 ans, laissant derrière lui quelques livres de mémoires et des registres.
La maison de thé Ōbaian, associée à son nom, existe toujours dans le parc Daisen de Sakai. Sōkyū est enterré au Rinkō-ji à Sakai.